# Mycteroperca fusca
Mycteroperca fusca is een  straalvinnige vissensoort uit de familie van zaag- of zeebaarzen (Serranidae). De wetenschappelijke naam van de soort werd voor het eerst geldig gepubliceerd in 1838 door Lowe.
De soort staat op de Rode Lijst van de IUCN als Bedreigd, beoordelingsjaar 2008. De omvang van de populatie is volgens de IUCN dalend.